# Marius Anthonisen
Marius Anthonisen (30 maggio 1992) è un giocatore di calcio a 5 e calciatore norvegese, pivot del Sandefjord e centrocampista del Majorstuen.

## Carriera
Cresciuto nelle giovanili del Ramnes, Anthonisen ha successivamente vestito le maglie di Re e Majorstuen.
Attivo anche nel calcio a 5, come reso possibile dai regolamenti della federazione norvegese, a partire dal campionato 2015-2016 ha giocato per il Sandefjord, compagine militante nell'Eliteserie. Ha contribuito alla vittoria finale di due campionati (2015-2016 e 2016-2017).
Il 22 giugno 2019 ha esordito per la Nazionale di calcio a 5 della Norvegia, in occasione della partita persa col punteggio di 4-1 contro il Portogallo.